# Площадь Труда (станция скоростного трамвая)
«Пло́щадь Труда́» (укр. Майда́н Пра́ці) — станция Криворожского метро. Конечная станция линии 1 М.

## История
Открыта 26 декабря 1986 года в составе первой очереди строительства.
До 1999 года была самой северной станцией линии. В октябре 1999 года, перед открытием третьей очереди строительства, была проведена небольшая реконструкция путевого хозяйства вблизи станции, что позволило пустить прямой маршрут по новому участку.

## Характеристика
Станция расположена в стороне от главного хода метротрама. Принимает трамваи маршрута № 1.
Станция расположена на разворотном кольце. Состоит из не перекрытой платформы для высадки пассажиров, которая расположена в кривой, и посадочной платформы, проход на которую осуществляется через вестибюль. Посадочная платформа и вестибюль построены из сборного железобетона; они облицованы тёмно-вишнёвой кафельной плиткой. В стороне, для трамваев, следующих в депо, расположена ещё одна платформа для высадки пассажиров.
Рядом со станцией расположено депо скоростного трамвая (рассчитано на 140 вагонов) и управление коммунального предприятия «Скоростной трамвай».

## Галерея
- Высадочная платформа (слева) и вход на посадочную платформу
- Посадочная платформа
- Указатель на посадочной платформе
- Депо скоростного трамвая возле станции